# Francisco Íñiguez e Íñiguez
Francisco Íñiguez e Íñiguez (Treguajantes, 1853-Embid de Ariza, 1922) fue un astrónomo y profesor español.

## Biografía
Nació en la localidad logroñesa de Treguajantes el de 23 de mayo de 1853. Director del Observatorio Astronómico de Madrid, fue catedrático de Astronomía en la Facultad de Ciencias. Fue autor de diversos trabajos científicos, además de colaborador de publicaciones periódicas como El Magisterio Español y Revista de Ciencias y Letras. Falleció hacia finales de agosto de 1922 en su finca de Casa de Vega, ubicada en las proximidades de la localidad zaragozana de Cetina. Fue padre del arquitecto Francisco Íñiguez Almech.